# Taucha
Taucha település Németországban, azon belül Szászország tartományban. Lakosainak száma 15 759 fő (2023. december 31.). Taucha Borsdorf, Machern és Lipcse községekkel határos.

## Népesség
A település népességének változása:
| Lakosok száma | 15 543 | 15 673 | 15 733 | 15 816 | 15 759 |
|               | 2017   | 2019   | 2021   | 2022   | 2023   |